# Union megye (Illinois)
Union megye az Amerikai Egyesült Államokban, azon belül Illinois államban található. Megyeszékhelye Jonesboro, legnagyobb városa Anna. Lakosainak száma 17 244 fő (2020. április 1.). Union megye Jackson, Alexander, Pulaski, Williamson, Johnson, Cape Girardeau és Perry megyékkel határos.

## Népesség
A megye népességének változása:
| Lakosok száma | 17 760 | 17 711 | 17 649 | 17 583 | 17 408 | 17 244 |
|               | 2010   | 2011   | 2012   | 2013   | 2015   | 2020   |